# Panera de pomes, codonys i magranes
Panera de pomes, codonys i magranes és un quadre de Juan de Zurbarán pintat entre 1643 i 1645 que actualment forma part de la col·lecció permanent del Museu Nacional d'Art de Catalunya; va ser adquirit el 1944.

## Descripció
Un cistell de vímet replet de pomes i codonys es destaca del fons negre a l'eix central de la tela. En primer terme, a la dreta, hi ha tres magranes, una d'oberta amb les seves polpes vermelles i brillants a la vista i, a l'esquerra, dos codonys sencers i la meitat d'un altre amb el seu interior al descobert. Les
branques i fulles de les fruites, encara verdes, porten a creure que es tracta de peces acabades de collir.

## Anàlisi
Encara que res no se sap d'aquesta obra superba, que va ingressar al MNAC com un original de Velázquez, va ser William Jordan qui el 1985, i de manera convincent, la va identificar com de la mà de Juan de Zurbarán a partir de la semblança amb el Cistella de fruita i cards de la Gösta Serlachius Fine Arts Foundation (Mäntta, Finlàndia), signat el 1643 i d'idèntica factura pictòrica.
En efecte, el modelat de les magranes, de les fulles i dels codonys, de pinzellada pastosa i curta, és igual en ambdues teles i també ho és la il·luminació intensa amb gran efecte plàstic. Són quadres que serveixen de referent per reconèixer el quefer de Juan de Zurbarán, fill de Francisco, exemples magnífics de l'evolució del seu estil, que es va allunyar de l'equilibri i l'austeritat paterna. Un mode
avantguardista i sensual que va assolir cotes de qualitat molt altes i que el va portar a independitzar-se del taller familiar.